# Popiće
Popiće (Servisch cyrillisch Попиће) is een plaats in de Servische gemeente Tutin. De plaats telt 314 inwoners (2002).